# Malsta socken
Malsta socken i Uppland ingick i Lyhundra härad, ingår sedan 1971 i Norrtälje kommun och motsvarar från 2016 Malsta distrikt.
Socknens areal är 15,51 kvadratkilometer, varav 14,50 land. År 2000 fanns här 210 invånare.  Degarö herrgård samt kyrkbyn Malstaby med sockenkyrkan Malsta kyrka ligger i socknen.  

## Administrativ historik
Malsta socken har medeltida ursprung. 
Vid kommunreformen 1862 övergick socknens ansvar för de kyrkliga frågorna till Malsta församling och för de borgerliga frågorna till Malsta landskommun. Landskommunen uppgick 1952 i Lyhundra landskommun som 1971 uppgick i Norrtälje kommun.  Församlingen uppgick 2001 i Norrtälje-Malsta församling.
1 januari 2016 inrättades distriktet Malsta, med samma omfattning som församlingen hade 1999/2000.  
Socknen har tillhört län, fögderier, tingslag och domsagor enligt vad som beskrivs i artikeln Lyhundra härad. De indelta soldaterna tillhörde Livregementets dragonkår, Roslags skvadron. De indelta båtsmännen tillhörde Norra Roslags 2:a båtsmanskompani.

## Geografi
Malsta socken ligger väster om Norrtälje med Lommaren i söder. Socknen har skogsbygd i nordväst och är i övrigt en slättbygd.
I norr finns mossen Slänningen, som avgränsar socknen mot grannsocknarna Lohärad och Estuna. 
Genom socknen gick tidigare Stockholm-Roslagens Järnvägar.

## Fornlämningar
Från järnåldern finns ett tiotal gravfält. Sex runstenar har påträffats.

## Namnet
Namnet skrevs 1298 Malstadhum kommer från kyrkbyn. Efterleden är sta(d), 'ställe'. Förleden är mal, 'sand, grus eller småsten'. 